# Удо I фон дер Веттерау
Удо I фон дер Веттерау (нім. Udo I. von der Wetterau; 895/900—949) — граф Веттерау, Райнгау, Лангау.

## Життєпис
Походив зі знатного франконського роду Конрадінів. Старший син Гебхарда, герцога Лотарингії. Народився між 895 та 900 роками. Після загибелі батька 910 року виховувався родичами. 914 року отримав графство Веттерау, 917 року — Райнгау, 918 року — Оберлангау.
939 року під час повстання Гізельберта, герцога Лотарингії, та Ебергарда, герцога Франконії, проти імператора Оттона I разом із стриєчним братом Конрадом Курцбольдом, графом Нідерлангау, марно намагалися чинити опір повсталим в Нордгау (Північний Ельзас). Втім згодом при переправі Ебергарда і Гізельберта через Рейн до Лотаринзького пфальцграфства зненацька атакували їх біля Адернаху, завдавши тим нищівної поразки. Наслідком цього стало швидке завершення повстання. На дяку імператор передав Удо I фон дер Веттерау власні землі загиблого герцога Ебергарда (був стриєчним братом Удо I) і надав йому право передавати власні феоди у спадок. Втім Удо I фон дер Веттерау не отримав титул герцога.
У 948 році після смерті Конрада Курцбольда успадкував графство Нідерлангау. Помер 949 року. Графство Веттерау отримав син Герберт, Райнгау — Конрад.

## Родина
Дружина — Кунігунда, донька Герберта I, графа Вермандуа
Діти:
- Гебхард (д/н—938)
- Герберт (930—992), граф Веттерау, пфальцграф
- Оттон
- Удо (д/н—965), єпископ Страсбургу
- Юдит, дружина графа Штаде
- Конрад (д/н—997), герцог Швабії